# اتفاقية الكويت 2000
اتفاقية الكويت 2000 هي اتفاقية حدودية جرى التوقيع عليها بين المملكة العربية السعودية ودولة الكويت عام 2000، لتحديد الحدود البحرية، بحيث تبدأ من نهاية الحدود البرية في اتجاه البحر وحصول الكويت على جزيرتي قاره وأم المرادم ويطبق عليها نفس مبدأ المنطقة المقسومة على اليابسة أي تكون مقسومة من حيث السيادة ومن حيث الثروات تكون مشتركة.

## الاتفاقية
وقعت المملكة العربية السعودية والكويت اتفاقية لترسيم الحدود البحرية في منطقة الجرف القاري حيث يوجد حقل الدرة الغازي المتنازع عليه مع إيران، بحضور أمير الكويت الشيخ جابر الأحمد الصباح وولي العهد السعودى ونائب رئيس الوزراء ورئيس الحرس الوطنى آنذاك الأمير عبد الله بن عبد العزيز.
احتفظت الكويت بالسيطرة على جميع الجزر الصغيرة غير المأهولة في الخليج بموجب الاتفاق مع السعودية على ترسيم الحدود المشتركة البحرية بينهما، أي أن جميع الجزر الصغيرة بقيت تحت السيطرة الكويتية، وأن الحدود البحرية تقع إلى الجنوب من آخر جزيرة كويتية، وقد وافقت الكويت من جانبها على أن تكون حدودها البحرية ميلًا بحريًا واحدًا إلى الجنوب من جزيرة قاروه (12 ميلا من الساحل الكويتي الجنوبي بدلًا من ثلاثة أميال كانت تطالب بها).